# Armindo Trevisan
Armindo Trevisan (Santa Maria, 6 de setembro de 1933) é um teólogo, poeta, crítico de arte e ensaísta brasileiro, tendo obras traduzidas em várias línguas, especialmente alemão, italiano, espanhol e inglês.

## Formação e atuação acadêmica
Estudou em seminário, tendo a Teologia marcado sua formação, formado nesta disciplina em 1958. Doutorado em Filosofia pela Universidade de Fribourg, Suíça, com a tese "Ensaio sobre o problema da criação em Bergson (1963)", no mesmo ano fez curso de aperfeiçoamento em Paris. De 1969 a 1970, e de setembro de 1974 a fevereiro de 1975, foi bolsista da Fundação Calouste Gulbenkian, em Lisboa. Atuou como Professor Adjunto de História da Arte e Estética na Universidade Federal do Rio Grande do Sul, em Porto Alegre, de 1973 a 1986. Lecionou, também, no curso de pós-graduação em Artes Visuais da UFRGS até 2000 .

## Renome e alguns prêmios
Sendo considerado um dos maiores poetas gaúchos contemporâneos, apesar do seu poema difícil, pouco acessível para a maior parte dos leitores, foi escolhido como patrono da 47ª Feira do Livro de Porto Alegre.
Foi vencedor de vários prêmios de poesia, entre eles: Prêmio Nacional de Poesia Gonçalves Dias, da União Brasileira de Escritores, de 1964 (em cuja comissão julgadora se incluíam Carlos Drummond de Andrade, Manuel Bandeira e Cassiano Ricardo) pelo livro inédito "A surpresa de ser"; Prêmio Nacional de Brasília, para poesia inédita, pelo original "O abajur de Píndaro", em 1972; Prêmio APLUB de Literatura pelo livro "A dança do fogo", em 1997.

## A poesia
Os poemas de Trevisan são sempre concisos. Ele "adere à estética moderna, mas não chega a aderir à vanguarda concretista que marcou por algum tempo a produção literária de autores do centro e do norte do país" .
Surpreendentes na produção de ritmos que se quebram, mas, muitas vezes "duros", lembrando um conceito de Ezra Pound, continuam soando agradáveis, demonstrando grande domínio do aspecto sonoro da poesia. Sua poesia, muitas vezes, assume um tom clássico, raramente podendo (e, no entanto, muito convincentemente) ser classificada como modernista, mas, possivelmente, como moderna. Faz uso de um vocabulário culto e incomum, porém de forma muito contemporânea, remetendo sempre, por etimologia ou derivação, a vocábulos comumente usados.
Estes recursos criam uma dicção solene, um tom severo, sublinhando a dramaticidade da condição humana, numa luta austera da alma contra o corpo e vice-versa. Na poesia brasileira o estilo de Armindo Trevisan só encontra paralelo na estrutura criativa do paulista Marcelo Adifa, que dedicou um dos seus livros "A Quem Se Fizer Estrela" (2015/Penalux) ao gaúcho.  
Assim, seus temas são, frequentemente, erótico-amorosos, participando deles, muitas vezes, a figura de Deus. Ou seja, sendo uma poesia que Jorge de Lima qualificaria como poesia cristã, seus propósitos, no entanto, não são evangelizadores, buscando a expressão de sua inquietação existencial, demonstrando, inclusive, um certo desespero ante este embate, como se se sentisse um mero brinquedo de Deus 
.
Apesar da "antiguidade" de seus temas, o poeta, por sua novidade formal, consegue nos fazer focalizá-los com olhos novos, o que o torna um poeta incomum e faz com que se coloque como uma opção à pasteurização da poesia contemporânea, tendo sido objeto de estudo de José Paulo Paes no livro "Os Perigos da poesia e outros ensaios" 
 e admirado por João Cabral de Melo Neto, Érico Veríssimo e Murilo Mendes.

## Algumas publicações

### Livros de poemas
- A surpresa de ser (1967)
- A imploração do nada (1971)
- Funilaria no ar (1973)
- Corpo a corpo (1973)
- O abajur de Píndaro / A fabricação do real (1975)
- Em pele e osso (1977)
- O ferreiro harmonioso (1978),
- O rumor do sangue (1979)
- A mesa do silêncio (1982)
- O moinho de Deus (1985)
- Antologia poética (1986)
- A dança do fogo (1995)
- Os olhos da noite (1997)
- O canto das criaturas (1998)
- Orações para o novo milênio (1999)
- Uma viagem através da Idade Média (2014)

### Teoria literária e ensaios
- Essai sur le Problème de la Création chez Bergson - Fribourg, Suíça, 1963.
- Reflexões Sobre a Poesia - Porto Alegre, InPress Editora, 1993
- A Escultura dos Sete Povos - P. Alegre, Movimento, 1978.
- Escultores Contemporâneos do Rio Grande do Sul (Porto Alegre, Editora da URGS, Fundação Nacional Pró-Memória - INL, 1982.
- A Dança do Sozinho - (Uma Análise da Arte Abstrata) - São Paulo, Editora Perspectiva, 1988.
- Como Apreciar a Arte (Do Saber ao Sabor: uma Síntese Possível) - Porto Alegre, Editora Mercado Aberto, 1990.
- Reflexões Sobre a Poesia - Porto Alegre, InPress Editora, 1993.
- A Sombra Luminosa (Ensaios de Estética Cristã). Petrópolis, Editora Vozes, 1995.